# Storie (Sesana)
Storie  (in sloveno Štorje) è un paese della Slovenia, insediamento (naselje) del comune di Sesana.
Essa è attraversata dall'importante strada che collega Trieste con Lubiana e quindi con Vienna.

Ad est dell'abitato vi è la chiesa di San Giovanni (Sv. Janez).
È capoluogo di una delle 13 comunità locali in cui si suddivide il comune. Essa include, otre al capoluogo, anche i vicini insediamenti di Majcni, Podbreže e Senadolice.

## Geografia fisica
La località è situata nel Carso a 347,9 metri s.l.m. ed a 8,3 chilometri dal confine italiano.

## Storia
In eposca asburgica Storie (Štorje o Storje) costituì un comune catastale autonomo, inquadrato nella Contea di Gorizia e Gradisca (a sua volta parte del Regno d'Illiria e poi dal 1849 del Litorale austriaco). Il comune includeva i vicini villaggi di Maicene (o Maizene, sl. Majcne o Majceni), Senadole (ted. Unter Senadole) e Podbreže (ted. Potbrezhe). In seguito il comune venne aggregato al comune amministrativo di Sesana (Sežana), riottenendo però la propria autonomia negli anni Ottanta del XIX secolo. In quest'epoca ai villaggi già parte del comune a inizio secolo si aggiunse il vicino comune catastale di Casle (Kazlje o Kazle).
In seguito alla prima guerra mondiale e al Trattato di Rapallo, nel 1920 il paese venne annesso come il resto della regione nel Regno d'Italia, inquadrato dal 1923 nella Provincia di Trieste come comune autonomo. La circoscrizione territoriale rimase la medesima che in epoca asburgica, includendo le frazioni di Podbreze/Villa Podibrese (Podbreže), Caslie/Casigliano di Sesana (Kazlje), Maizzeni/Casali Maizzeni (Majceni) e Senadole/Sinadole di sotto (Senadole). Nel 1927 il comune fu soppresso e aggregato a Sesana.
Nel 1947, in seguito alla seconda guerra mondiale e ai Trattati di Parigi, il comune passò alla Jugoslavia. Dal 1991 fa parte della Slovenia.